# Cases Francesc Sert i Eusebio López
Les cases Francesc Sert i Eusebio López són un conjunt arquitectònic situat a l'Avinguda del Tibidabo, 44-46 i els carrers de Lluís Muntadas, Comte de Sert i Josep Garí de Barcelona, catalogades com a bé amb elements d'interès (categoria C).

## Història
El 1893, l'enginyer industrial i fabricant tèxtil Francesc Sert i Badia es va casar amb Jenara López y Díaz de Quijano, néta de Claudio López y López, germà del primer marquès de Comillas, i el 1904 va rebre el títol de comte de Sert de mans d'Alfons XIII. El 1905, l'arquitecte Enric Sagnier va projectar sengles torres per a ell i el seu cunyat Eusebio López y Díaz de Quijano, futur marquès de Lamadrid. Francesc Sert va morir a la seva torre (la més propera a l'avinguda) el 30 de gener del 1919.

## Descripció
Són dues finques de grans dimensions que contenen sengles torres unifamiliars, envoltades d'una tanca potent d'obra i ferro de forja, amb edificacions annexes.